# Ташкалакские каменоломни
Ташкалакские (Чокракские) каменоломни  — подземные каменоломни в окрестностях города Керчь, на склонах горы Ташкалак. Выработки велись в известняках Кезинской синклинали пильным способом. Добыча велась до середины XX века.

## Описание
Расположены на склонах горы Ташкалак, примерно в 3 км южнее посёлка Курортное и в 1,5 км севернее исчезнувшего села Памятное (Большой Бабчик), к юго-востоку от озера Чокрак. Наиболее известны выработки Ташкалак-1 на северном и Ташкалак-2 на южном склоне. На южном и юго-западном склоне известны ещё несколько небольших разработок 45°26′31″ с. ш. 36°18′59″ в. д. длиной от 11 до 40 м. В настоящее время в связи с разрушением породы и большим числом обвалов посещение каменоломен неподготовленными экскурсантами представляет опасность.

### Каменоломня Ташкалак-1
45°26′48″ с. ш. 36°19′26″ в. д.
Находится на северном склоне горы Ташкалак, в 3 км южнее посёлка Курортное, в 100 м к юго-востоку от озера Чокрак, и является единственной каменоломней на этом склоне. Она расположена у выходов пластов пильного известняка на обрывистом склоне горы. Суммарная протяженность ходов составляет около 1500 м. В настоящее время насчитывается 26 входов, находящихся на расстоянии 10-15 м друг от друга. Большинство из них легко доступны, но в центральной части входы представляют узкие лазы в глыбовых завалах, что связано с их подрывом во время Великой Отечественной войны. Ширина выработок составляет от 3,9 до 5,5 м, в среднем 4,5 м, а высота колеблется от 1,7 до 3,0 м.

### Каменоломня Ташкалак-2
45°26′41″ с. ш. 36°19′40″ в. д.
Находится на южном склоне горы Ташкалак, в 500 м северо-западнее источника Чокрак, на дне небольшого распадка. Имеется несколько широких входов, расположенных в западной части заброшенного карьера. Суммарная протяженность составляет около 400 м. Добыча велась пильным способом.

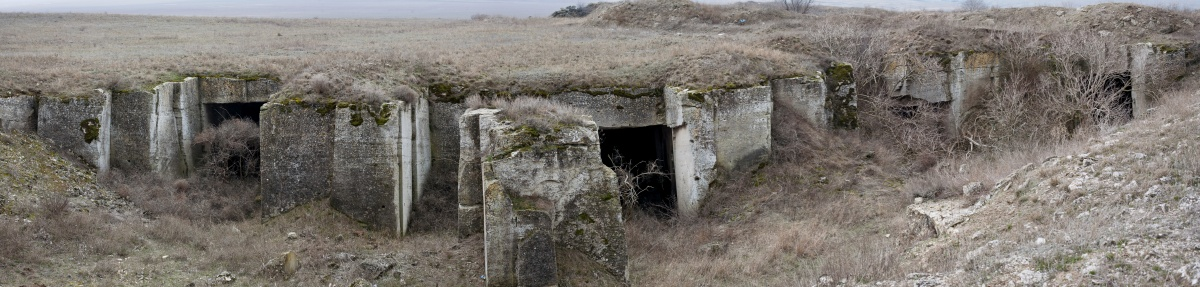
Входы в каменоломню Ташкалак-2 на южном склоне

## История
После Керченско-Эльтигенской десантной операции по этим местам проходила передовая линия Керченского плацдарма, гора входила в систему немецко-румынской обороны. Сохранились окопы и огневые позиции. Здесь в каменоломнях также находился лагерь советских военнопленных, сохранилось большое число настенных надписей. 

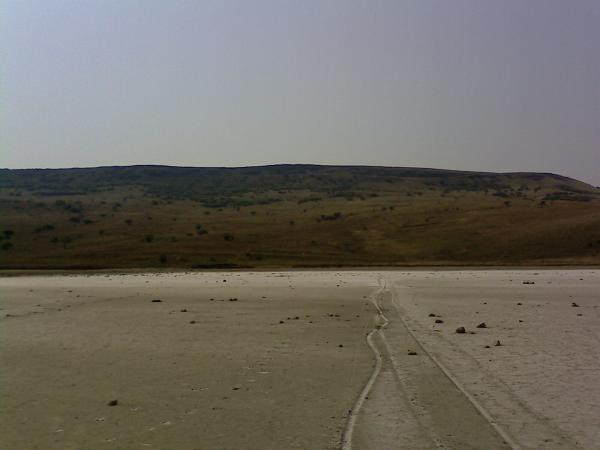
Вид с озера Чокрак на гору Ташкалак и входы в каменоломни Ташкалак-1
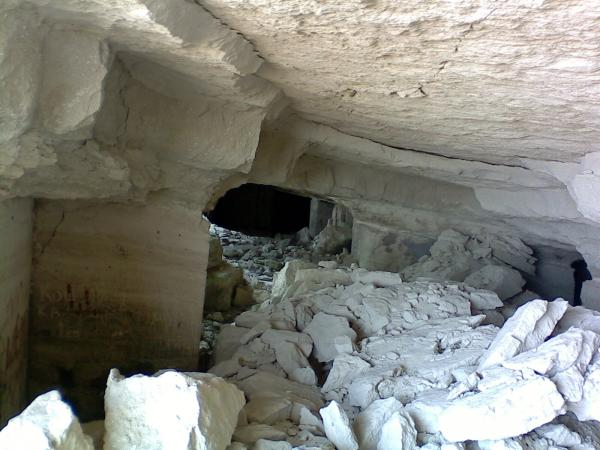
Каменоломня Ташкалак-1, обвалы при входах
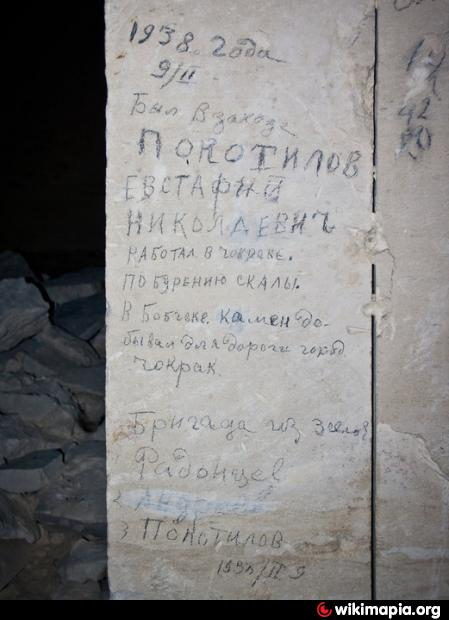
Ташкалак-1, графитти шахтёров, 1938 год
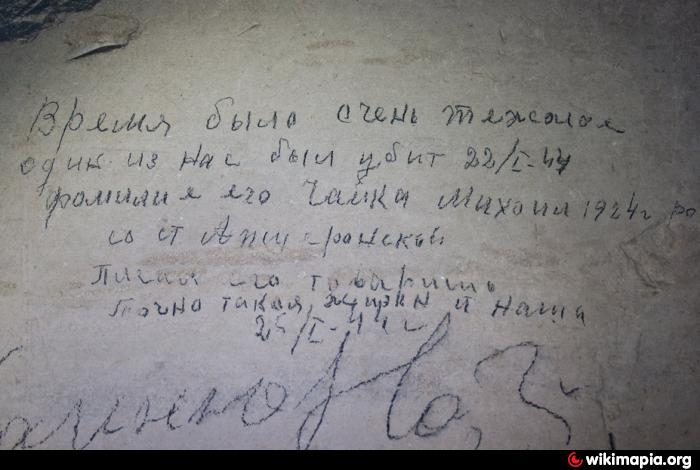
Ташкалак-1, граффити военнопленных, 1944 год
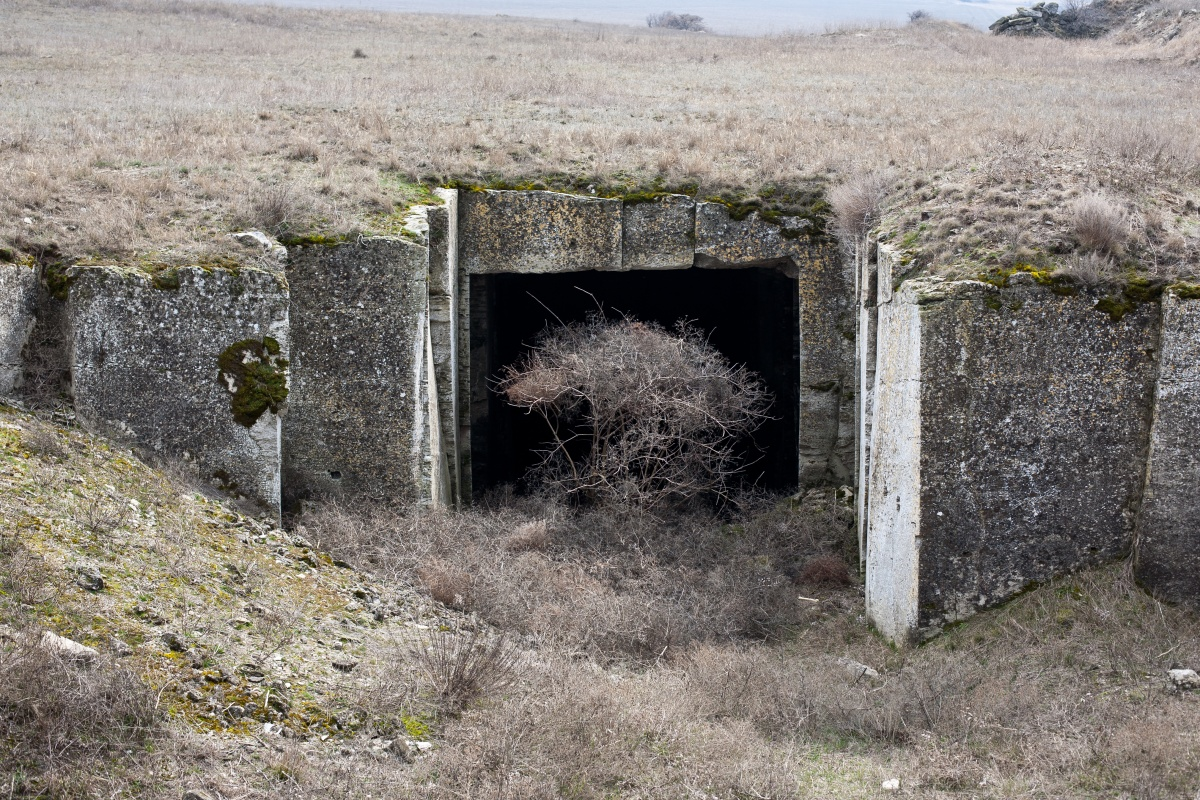
Каменоломня Ташкалак-2, вход
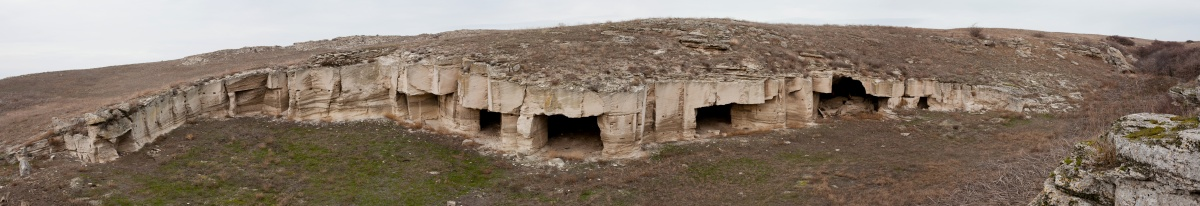
Гора Ташкалак, малые выработки на юго-западном склоне 45°26′31″ с. ш. 36°18′59″ в. д.HGЯO